# Arroz árabe
El arroz árabe o arroz con fideos (en árabe, رز بالشعرية ruz bish-shaʕriah «arroz con fideos»; en turco, şehriyeli pirinç pilavı) es una muy tradicional preparación del arroz en Oriente Medio, variante de la más sencilla receta de arroz blanco, pero agregando fideos ligeramente tostados. El método de cocción del arroz es conocido como pilaf, por el cual el arroz queda esponjoso, ligero y no se adhiere. 
La inmigración árabe a Hispanoamérica trajo consigo esta forma de hacer el arroz a esta área, donde hoy en día es común en algunas regiones, especialmente durante Navidad. En Hispanoamérica, el arroz con fideos es popular en la gastronomía colombiana, dominicana, peruana y chilena.[cita requerida] En estos países, además de fideos, el arroz suele incluir otros alimentos como pasas, almendras, etc.

## Ingredientes
La receta original árabe consta tan solo de tres ingredientes:
- Arroz. Tradicionalmente se usa un arroz de grano largo, como el basmati o el jazmín,[1] aunque perfectamente se puede usar arroz de grano corto, como el bomba o el misri («egipcio»). También se puede usar arroz integral.[5]

- Fideos. La pasta de fideos usada es la variedad más fina de fideos, llamados şehriye en Turquía, shariye o sharía (شعرية) en los países árabes, pastina o cappellini en Italia y cabello de ángel en España. Son una variedad más fina que el spaghetti.

- Mantequilla. Como agente graso se suele usar mantequilla clarificada, llamada en árabe samneh (سمنة), más conocida internacionalmente como ghee.[5][6] En su defecto, se puede usar mantequilla común o aceite de oliva.[5]

A la receta básica se le pueden agregar multitud de ingredientes de todo tipo, dependiendo de cada región, e incluso de cada hogar: pasas y piñones, ajo o cebolla, almendras, limón, cúrcuma, curry, una mezcla de especias, salsa de soja...

## Terminología y distribución

El cuscús prevalece en el Mágreb (occidente), mientras que el arroz lo es en el Máshreq (oriente)

En el mundo árabe no hay una forma concreta de denominar esta manera de preparar el arroz, pues es la manera básica de preparar el arroz. El arroz, y más concretamente, el arroz pilaf con fideos, es un alimento básico que acompaña la mayoría de comidas en el Medio Oriente. Cabe decir que esto no se aplica al Magreb; existe la confusión común de pensar que, al ser países árabes, también consumen el arroz árabe. Sin embargo, en el norte de África el carbohidrato básico es la sémola de trigo llamada cuscús. El arroz se conoce pero no es común. Y viceversa: el cuscús es conocido en Medio Oriente pero no es común (hay un símil en Palestina llamado maftul). Cuando se habla de Oriente Medio se hace referencia a Arabia Saudí, Baréin, Egipto, Emiratos Árabes Unidos, Irak, Jordania, Kuwait, Líbano, Omán, Palestina/Israel, Catar, Siria, y Yemen.
También es muy típico en la gastronomía turca, donde se conoce como şehriyeli pilavı. Internacionalmente, se puede encontrar en algunas fuentes como lebanese rice (en inglés, «arroz libanés») o egyptian style rice («arroz estilo egipcio»); en esencia todas las denominaciones hacen referencia a la misma preparación.

## Preparación

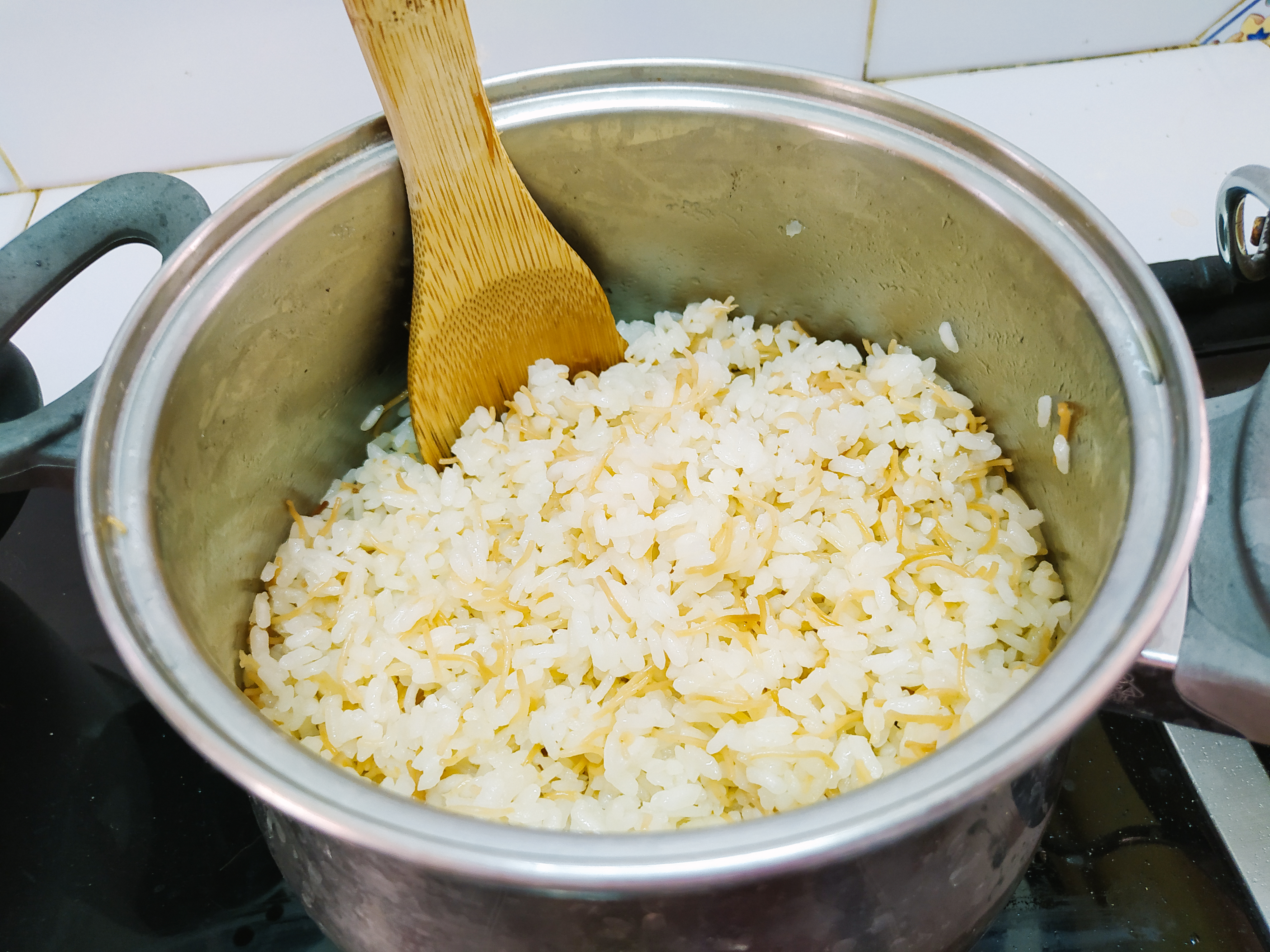

Las recetas varían ligeramente entre ellas sobre cómo se debe preparar un arroz árabe. Aquí se muestra solo una de ellas. Antes de usarse, el arroz se enjuaga bajo el chorro del agua hasta que ésta salga clara. Luego se deja secar (aunque en algunas recetas se deja en remojo, para eliminar el exceso de almidón). Antiguamente el arroz se lavaba y secaba porque podía venir con pequeñas piedrecitas o polvo; Hoy en día este paso ya no es estrictamente necesario porque en general suele venir bastante limpio.
En la cazuela donde se vaya a hacer el arroz, se echa generoso aceite o mantequilla (o ambas) y en él se tuestan los fideos. Al ser una pasta fina, en apenas unos minutos se tornarán de color, momento en el que se deberá agregar en seguida el arroz. Si se dejan por tiempo excesivo, es fácil que se quemen. El arroz se remueve para que se engrase, acción que se denomina «nacarar» el arroz. De esta manera no quedará pegajoso. En este momento se agrega a sal y las especias que se deseen.
Pocos minutos después de estar nacarando el arroz, se agrega agua caliente o tibia. También puede ser caldo de pollo, que mejorará el sabor. La proporción, sea cual sea la cantidad, es 1:1, es decir, misma de agua que de arroz. Se tapa y cuando el agua rompa a hervir se baja la lumbre. Dependiendo de la altitud (m s. n. m.), el tiempo de cocción variará entre 15 y 30 minutos.
Es recomendable dejar por unos minutos el arroz reposar en la olla, sin destaparla pero con el fuego apagado. En caso de usar grano corto, es recomendable volver a engrasar el arroz al final de la cocción, ya que tiende a apelmazarse más que un grano largo.